# 4 v. Chr.
Portal Geschichte | Portal Biografien | Aktuelle Ereignisse | Jahreskalender | Tagesartikel

◄ |
2. Jahrhundert v. Chr. |
1. Jahrhundert v. Chr. |
1. Jahrhundert |
►

◄ | 20er v. Chr. | 10er v. Chr. | 0er v. Chr. | 0er |
10er |
►

◄◄ | ◄ | 7 v. Chr. | 6 v. Chr. | 5 v. Chr. | 4 v. Chr. |
3 v. Chr. |
2 v. Chr. |
1 v. Chr. |
► |
►►
Staatsoberhäupter

## Ereignisse
- Nach dem Tod von Herodes dem Großen teilen sich seine Söhne Herodes Antipas, Herodes Archelaos, Herodes Boethos und Herodes Philippos sein Königreich.

## Gestorben
- Antipatros, ältester Sohn von Herodes dem Großen (* um 45 v. Chr.)
- Herodes der Große, Herrscher von Israel (* um 73 v. Chr.)
- Marcus Tullius Tiro, Erfinder der altrömischen Kurzschrift (Tironische Noten) (* um 103 v. Chr.)